# Mistrial
Mistrial je čtrnácté sólové studiové album amerického zpěváka a kytaristy Lou Reeda, dřívějšího člena kapely The Velvet Underground, vydané v roce 1986 (vydala jej společnost RCA Records). Spolu s Reedem byl jeho producentem baskytarista Fernando Saunders.

## Seznam skladeb
Všechny skladby napsal Lou Reed.

### Strana1
1. „Mistrial“
2. „No Money Down“
3. „Outside“
4. „Don“t Hurt a Woman“
5. „Video Violence“

### Strana2
1. „Spit It Out“
2. „The Original Wrapper“
3. „Mama’s Got a Lover“
4. „I Remember You“
5. „Tell It to Your Heart“

## Obsazení
- Lou Reed – zpěv, sólová kytara, power kytara, rytmická kytara
- Eddie Martinez – rytmická kytara
- Fernando Saunders – baskytara, programované bicí, doprovodný zpěv, rytmická kytara v „Tell It To Your Heart“ a „Don’t Hurt A Woman“, piáno v „I Remember You“, basový syntezátor a perkuse v „Outside“
- Rick Bell – tenor saxofon v „No Money Down“
- J. T. Lewis – bicí, perkuse
- Sammy Merendino – perkuse, programované bicí
- Jim Carroll – doprovodný zpěv v „Video Violence“
- Rubén Blades – doprovodný zpěv v „I Remember You“ & „Tell It to Your Heart“